# أوبركوخن
اوبركوخن (بالألمانية: Oberkochen) هي مدينة وبلدة ألمانية تقع في ألمانيا في بادن-فورتمبيرغ. يقدر عدد سكانها بـ 8,130 نسمة .

## المدن التوأمة
مدن مونتيبيلونا، Dives-sur-Mer وMátészalka هي مدن توأمة لـاوبركوخن.